# Campoplex homonae
Campoplex homonae là một loài tò vò trong họ Ichneumonidae.